# Ruki (cantante)
Ruki (ルキ?   ; Valencia, España, 16 de junio de 1992), nombre artístico de Marisa Galiana, es una cantante, streamer, youtuber y tarento española con carrera artística en Japón. Es la primera española en incursionar al género idol japonés.

## Carrera artística
Influenciada en su niñez con varias series de anime japonés como Sailor Moon, comenzó a hacer grabaciones de canciones en idioma japonés y en 2010 fue seleccionada como finalista de una audición de nuevos talentos de pop japonés auspiciado por la cantante japonesa Haruko Momoi.
Viajó a Tokio, donde fue la única extranjera en la ronda final y llegó a ser la ganadora de la audición, que consistía en grabar un disco del sello de Haruko Momoi. A partir de ese momento inició su carrera artística con el sencillo Kanashimanaide (かなしまないで?) en junio de 2010.
Ha publicado seis álbumes de covers, centrados en diversas canciones de anime populares. En 2016 publicó varios discos de la colección gaNISOng! con el apoyo de Haf Records y Amazon Records Japan. También ha formado parte de conciertos en Japón como el Harajuku Kawaii!! y el Haneda International Anime Song Festival.
También ha desarrollado una carrera como modelo y como cosplayer en Japón.
En 2024, Ruki amplió su trayectoria musical colaborando con el productor de happy hardcore LaXal en el tema original Owaranai Night. La canción combina elementos de J-pop y bases de música electrónica rápida, y fue publicada en plataformas como Amazon Music y Spotify, marcando un cambio hacia sonidos más contemporáneos y producciones originales.
Además de su faceta como vocalista, Ruki ha iniciado una carrera como DJ especializada en anison y J-pop, participando en eventos tanto en España como en Japón. En enero de 2023 fue una de las artistas internacionales invitadas a pinchar en el evento Anikura Unison Tokyo New Year's 2023.
Desde entonces, ha actuado como DJ en fiestas y convenciones celebradas en Valencia, Madrid, Barcelona y otras ciudades españolas.

## Participación en eventos
Ruki ha participado activamente en eventos culturales y festivales en Japón y España:
- Manga Barcelona: Fue una de las invitadas destacadas en la 27ª edición de Manga Barcelona.[6]
- Atomic Pixel Party: Ruki ha colaborado en ediciones de Atomic Pixel Party tanto en Barcelona como en Valencia.[7][8]
- Eventos televisivos: En 2015 participó en Españoles en el mundo (TVE). En 2023 apareció también en el programa La Revuelta, presentado por David Broncano, donde fue presentada como cantante y streamer especializada en cultura japonesa.[9]

## Discografía

### Sencillos
- Kanashinamaide (23 de junio de 2010)

Lado A (Kanashimanaide, かなしまないで) - Letra y música: Haruko Momoi; arreglo: Shin'ya Saito.
Lado B (Non-Dimension) - Letra: Haruko Momoi; música y arreglo: Doriko.

### Versiones
- Japani Beats! Ruki Special vol.1 (20 de noviembre de 2015)[10]

Connect (cover del opening de Puella Magi Madoka Magica)
Zankokuna Tenshi no Thesis (cover del opening de Neon Genesis Evangelion)
Kimi no Gin no Niwa (cover del ending de Puella Magi Madoka Magica)
Utsukushiki Zankokuna Sekai (cover del ending de Shingeki no Kyojin)
Uninstall (cover del opening de Bokurano)
- Kaigai Singer ni yoru Anison Cover "gaNISOng!" Ruki from Spain #1 (3 de agosto de 2016)[11]

Yume o Kanaete Doraemon (cover del opening de Doraemon)
Anpanman no March (cover del opening de Anpanman)
Bon Voyage (cover del opening de One Piece)
Tensai Bakabon (cover del opening de Tensai Bakabon)
Kimi o Nosete (cover de la canción de la película El castillo en el cielo)
- Kaigai Singer ni yoru Anison Cover "gaNISOng!" Ruki from Spain #2 (3 de agosto de 2016)[12]

Nippon Egao Hyakkei (cover del ending de Joshiraku)
Happy Girl (cover del opening de Papa no iu koto o Kikinasai)
I Will (cover del ending de Full Metal Alchemist)
Tobira no mukō e (cover del ending de Full Metal Alchemist)
O ato ga Yoroskutte...yo! (cover del opening de Joshiraku)
- Kaigai Singer ni yoru Anison Cover "gaNISOng!" Ruki from Spain #3 (31 de agosto de 2016)[13]

Himawari no Yakusoku (cover del tema principal de la película Stand by Me Doraemon)
Haruka Kanata (cover del opening de Naruto)
Totsugeki Rock (cover del opening de Naruto)
Sakurane (cover del ending de Yorinuki Gintama-san)
Jirenma (cover del opening de Gintama)
- Kaigai Singer ni yoru Anison Cover "gaNISOng!" Ruki from Spain #4 (12 de octubre de 2016)[14]

Sazae-san (cover del opening de Sazae-san)
Namida wa Shitteiru (cover del ending de Rurouni Kenshin)
Os-Uchujin (cover del opening de Denpa Onna to Seishun Otoko)
My Pace (cover del ending de Bleach)
Uragiri no Yūyake (cover del opening de Durarara!!)
- Kaigai Singer ni yoru Anison Cover "gaNISOng!" Ruki from Spain #5 (26 de abril de 2017)

Pegasus Fantasy (cover del oepning de Saint Seiya)
Moonlight Densetsu (cover del opening de Sailor Moon)
Yume o Shinjite (cover del opening de Dragon Quest)
One day (cover del opening de One Piece)
Zankokuna Tenshi no Thesis (cover del opening de Neon Genesis Evangelion)

### Otros
- Tema principal del videojuego Granatha Eternal.[15][16]
- Owaranai Night – Tema original en colaboración con el productor laXal, lanzado en 2024. Mezcla elementos de happy hardcore, eurobeat y J-pop.[4]